# إسماعيل غوابر (شبخوسلات)
اسماعیل غوابر (بالفارسية: اسماعیل گوابر) هي قرية تقع في إيران في قسم شبخوسلات الريفي. يقدر عدد سكانها بـ 199 نسمة بحسب إحصاء 2016.